# Еріх Ріфа
Еріх Ріфа (нім. Erich Riva; 20 червня 1888, Аттерзе-ам-Аттерзе — 4 березня 1954, Лінц) —  австро-угорський, австрійський і німецький офіцер, генерал-майор люфтваффе (1 серпня 1942).

## Біографія
30 вересня 1905 року вступив в австро-угорську армію. Учасник Першої світової війни. 1 березня 1919 року звільнений у відставку. 1 травня 1921 року вступив австрійську армію. З 16 вересня 1937 року — командир 1-го батальйону 17-го піхотного полку. Після аншлюсу 15 березня 1938 року перейшов в люфтваффе і призначений офіцером для особливих доручень при Імперському міністерстві авіації і головнокомандувачі ВПС. З 1 липня 1938 року — комендант авіабази Айблінга, з 1938 року — аеродрому Вельса, з 1941 року — аеродрому 5/CVII. 15 серпня 1943 року відправлений в резерв ОКЛ. 31 липня 1944 року звільнений у відставку.

## Нагороди
- Ювілейний хрест
- Пам'ятний хрест 1912/13
- Срібна і бронзова медаль «За військові заслуги» (Австро-Угорщина) з мечами
- Хрест «За військові заслуги» (Австро-Угорщина) 3-го класу з військовою відзнакою і мечами — нагороджений двічі.
- Військовий Хрест Карла
- Пам'ятна військова медаль (Австрія) з мечами
- Почесний знак «За заслуги перед Австрійською Республікою», золотий знак
- Пам'ятна військова медаль (Угорщина) з мечами
- Хрест «За вислугу років» (Австрія) 2-го класу для офіцерів (25 років)
- Почесний хрест ветерана війни з мечами
- Медаль «За вислугу років у Вермахті» 4-го, 3-го, 2-го і 1-го класу (25 років)
- Хрест Воєнних заслуг 2-го і 1-го класу з мечами